# Max Novaresi
Max Novaresi, all'anagrafe Massimiliano Novaresi (Genova, 31 dicembre 1971), è un autore televisivo, conduttore televisivo e conduttore radiofonico italiano.

## Carriera

### Radio
Fin da giovane comincia ad apparire sulle reti televisive genovesi. Nel 1988, collabora con Radio Antenna Blu di Genova, coprendo la fascia autunnale estiva del pomeriggio.  Prosegue con RadioCity e poi si dedica alla televisione. Dopo un periodo di pausa, reinventa la fascia del mattino di Radio Babboleo, la radio più ascoltata in Liguria, scrivendo e conducendo lo show del mattino e l'appuntamento domenicale con Radio Pirata.

### Televisione
Nel 1990 collabora con Antonio Ricci a Striscia la notizia e Paperissima e dal 2002 diviene consulente della casa produttrice Magnolia. Nel 1994 è autore di programmi delle reti Mediaset, come per esempio: Stranamore, Scherzi a parte e La sai l'ultima?; inoltre partecipa a vari progetti di Italia 1 come: Matricole con Simona Ventura, Fiorello ed Amadeus, Meteore sempre con Amadeus Gene Gnocchi e Alessia Merz,  Il brutto anatroccolo con Marco Balestri e Amanda Lear.
Per la Rai è stato autore dei programmi Quelli che il calcio, con Simona Ventura e Gene Gnocchi, e Le tre scimmiette sempre con Simona Ventura e altri. Inoltre è stato autore e conduttore nel day time della terza edizione di Music Farm e collaboratore del quiz di Italia 1, Il mercante in fiera. Nella stagione televisiva in corso compare nella trasmissione Quelli che il calcio in veste di conduttore di collegamenti esterni. Nel settembre 2005, approda a R101 che gli affida un'ora al pomeriggio dalle 4 alle 5, poi diventate due ore dalle 15 alle 17 con il programma Mitico.
Dal 2009 è autore del programma Affari tuoi, in cui in seguito avrà anche il ruolo di "dottore". Nel 2011 conduce alcuni spazi legati a X Factor su Sky Uno e dal 2012 anche su Cielo. Nel 2015 entra a far parte del gruppo autoriale del serale della quattordicesima edizione di Amici di Maria De Filippi su Canale 5.
Dal 17 gennaio 2018 è ospite fisso di 90 Special su Italia 1, programma condotto da Nicola Savino che ricorda gli anni '90.

## Programmi televisivi
- Striscia la notizia (Canale 5, 1990-1993)
- Stranamore (Canale 5, 1994)
- Scherzi a parte (Canale 5, 1994, 2021-2022)
- Matricole (Italia 1, 1997-1998)
- Meteore (Italia 1, 1998)
- Il brutto anatroccolo (autore, Italia 1, 1999-2000)
- Le faremo sapere (Canale 5, 2000)
- Bigodini (Italia 1, 2000)
- Notte mediterranea (Rai 2, 2000)
- Festival voci nuove (Rai 2, 2000)
- Trenta ore per la vita (Canale 5, Italia 1, Rete 4, 2000 Rai 2, 2004)
- Provini - Tutti pazzi per la TV (Canale 5, 2001)
- Piccole canaglie (Canale 5, 2001)
- Matricole & Meteore (Italia 1, 2002)
- Un disco per l'estate (Rai 2, 2002)
- Flop (Rai Sat, 2003)
- Comedy Club (TV Svizzera Italiana, 2004)
- Music Farm (Rai 2, 2006)
- Il mercante in fiera (Italia 1, 2006; Rai 2, 2023)
- X Factor (Rai 2, 2008-2010; Sky Uno, 2011-2012)
- Affari tuoi (Rai 1, 2009-2013)
- Extra Factor (Sky Uno, 2011-2012)
- Cielo che gol! (Cielo, segmento dedicato a X Factor, 2012)
- Verissimo (Canale 5, 2013-2020)
- Festival di Sanremo (Rai 1, 2015, 2018, 2020)
- Amici (Canale 5, 2015-2016)
- Tú sí que vales (Canale 5, 2015-2016)
- Pequeños gigantes (Canale 5, 2016)
- Bring the noise (Italia 1, 2017-2018)
- 90 Special (Italia 1, 2018)
- Lucio! (Canale 5, 2018)
- 20 anni che siamo italiani (Rai 1, 2019)
- Name that tune (TV8, 2020-2021)
- A ruota libera (Rai 1, 2020-2021)
- Affari tuoi - Viva gli sposi (Rai 1, 2021)
- Guess my age (TV8, dal 2021)
- Domenica In Show (Rai 1, 2022)
- Una sera con Padre Pio (Rai 1, 2022)
- L'eredità (Rai 1, dal 2022)
- Boomerissima (Rai 2, 2022-2023)

## Programmi radiofonici
- Mitico, gioco radiofonico
- 80, 90, 101 (R101, 2005-2010)
- Radio2 a ruota libera, con Francesca Fialdini su (Rai Radio 2, 2021 in corso).